# コマツ女子柔道部
コマツ女子柔道部（こまつじょしじゅうどうぶ）は、全日本実業柔道連盟に所属する小松製作所の女子柔道チーム。

## 概要
1991年に会社の創立70周年記念事業の一環として女子柔道部が創設された。後に社長や会長を務めることになる坂根正弘の提案に基づくものでもあった。1997年にロサンゼルスオリンピック65kg級金メダリストである松岡義之が新たに監督に就任すると、選手の意識改革や有望選手の獲得を積極的に推し進めて、それまでの生半可な雰囲気を一変させた。
2000年前後にはデフレ不況の深刻化により多くの企業がスポーツ事業から撤退する動きを見せる中で、コマツも業績不振に見舞われたものの、全社を挙げて応援を継続するという強い意志を以ってこの危機を乗り切った。2004年にはコマツ初のオリンピック代表選手になった谷本歩実がアテネオリンピックにおいて全試合一本勝ちの活躍で金メダルを獲得したことで、柔道部の活動がよりいっそう盛り上がることとなった。谷本は2008年の北京オリンピックでもアテネに続いて全試合一本勝ちで2連覇を達成した。
全日本実業団体対抗大会では1993年にコマツAチームが初優勝して以来、2019年までに12回の優勝を果たしている。「コマツウエイ（柔道編）」と呼ばれる柔道部の心構えを明文化した文書では、「女子柔道部員である前に、コマツの一社員だということを忘れない」とした上で、部員は正社員として雇用され、全寮制の下コマツを拠点に活動するが、宣伝には使わないと定めている。さらには、「世界に通用するダントツ技を作る。『指導』の負けは『一本』で負けるより屈辱。最後まで一本を目指し攻め抜く」とも謳っている。人事部の女子柔道部担当課長であり現役時代に田村亮子の最大のライバルだった中村淳子は、「全社的な応援の下で選手は柔道に打ち込み、現役をやめた後も次の道を目指せるサポート体制をコマツはとっている」と説明する。
これまでに台湾やカナダ、ドイツなどからも部員を受け入れてきた。また、6700名にも上る後援会組織が国内の大会で大応援団を務めるだけにとどまらず、「コマツウエイ（柔道編）」に「世界中のコマツ応援団と一体となり柔道を広める」と述べられているように、海外の国際大会においても現地社員が時には100人以上の規模で会場へ応援に駆けつける。

## 実業団体での成績
| 年     | 順位                        | 順位 |
| ------ | --------------------------- | ---- |
| 1990年 | -                           |      |
| 1991年 | 3位(小松製作所B)            |      |
| 1992年 | 3位(コマツA及びB)           |      |
| 1993年 | 優勝(コマツA)、3位(コマツB) |      |
| 1994年 | 優勝(コマツA)、3位(コマツB) |      |
| 1995年 | 3位(コマツA)                |      |
| 1996年 | -                           |      |
| 1997年 | -                           |      |
| 1998年 | -                           |      |
| 1999年 | 3位                         |      |
| 2000年 | 優勝                        |      |
| 2001年 | 優勝                        |      |
| 2002年 | 2位                         |      |
| 2003年 | 3位                         |      |
| 2004年 | 2位                         |      |
| 2005年 | 2位                         |      |
| 2006年 | 2位                         |      |
| 2007年 | 優勝                        |      |
| 2008年 | 優勝                        |      |
| 2009年 | 優勝                        |      |
| 2010年 | 優勝                        |      |
| 2011年 | 2位                         |      |
| 2012年 | 優勝                        |      |
| 2013年 | -                           |      |
| 2014年 | 優勝                        |      |
| 2015年 | 2位                         |      |
| 2016年 | -                           |      |
| 2017年 | 優勝                        |      |
| 2018年 | 2位                         |      |
| 2019年 | 優勝                        |      |
| 2022年 | 2位                         |      |
| 2023年 | 3位                         |      |
| 2024年 | 2位                         |      |
| 2025年 | 2位                         |      |

- 今大会が始まった1990年から1995年までは複数のチームに分かれて参加していた。1996年からは大会に第1部と第2部の2部門が設けられると、上位カテゴリーである第1部に参加することとなった[6]。

## スタッフ
総監督
- 松岡義之（1984年ロサンゼルスオリンピック65kg級金メダリスト、1983年世界選手権65kg級2位、1985年世界選手権65kg級3位）

女子柔道部担当課長
- 中村淳子（1997年ワールドカップ団体戦3位、フランス国際(1994年、1997年、2000年)48kg級優勝）

監督
- 吉元幸洋（敬愛高校女子柔道部の前監督）

コーチ
- 浅見八瑠奈（2010年世界選手権及び2011年世界選手権48kg級優勝）
- 芳田司（2020年東京オリンピック57kg級3位、2018年世界選手権57kg級優勝、2017年世界選手権、2019年世界選手権57㎏級2位、世界団体(2017年、2018年、2019年)優勝）
- 髙市未来（2016年リオデジャネイロオリンピック63級5位、2018年世界選手権、2019年世界選手権63kg級2位）
- 髙市賢悟（髙市未来の夫、2014年世界選手権66kg級5位）
- 連珍羚（2016年リオデジャネイロオリンピック57級5位、台湾出身）

マネージャ
- 新森涼（2018年世界ジュニア70kg級2位）

## 主な在籍選手
- 泉真生（2019年グランドスラム・エカテリンブルグ78kg級優勝）
- 冨田若春（2024年世界選手権78kg超級優勝、2015年世界ジュニア78kg超級優勝）
- 芳田真（2018年世界ジュニア48kg級2位）
- 江口凛（2019年世界カデ57㎏級優勝、2022年世界ジュニア57㎏級3位）
- 白石響（2024年世界選手権52㎏級5位、2021年ワールドユニバーシティゲームズ52kg級優勝）
- 吉田涼（2024年実業個人選手権48kg級優勝）
- 檀野芽紅（グランドスラム・東京202463㎏級2位）
- 池田紅（グランドスラム・東京202478㎏級優勝）
- 川田歩実（2019年世界ジュニア52kg級3位）

## 主な出身者
- 野口仁士（1986年世界ジュニア60kg級優勝、元コーチ）
- 鈴木香（1990年北京アジア大会72kg超級2位）
- 石井幸恵(バニア・イシイ)（1993年～1994年に所属、1999年パンアメリカン競技大会63kg以下級優勝、2000年シドニーオリンピックブラジル代表、2004年アテネオリンピックブラジル代表）
- 衛藤裕美子（1993年ドイツ国際48kg級優勝）
- 衛藤由佳（1994年ドイツ国際48kg級2位）
- 国吉真子（1997年ワールドカップ団体戦3位、72kg超級）
- 徳野和彦（1999年世界選手権60kg級2位、2001年世界選手権60kg級3位）
- 武田淳子（1994年広島アジア大会52kg級2位）
- 天尾美貴（1998年バンコクアジア大会70kg級2位）
- 山田真由美（1999年福岡国際57kg級2位）
- 一見理沙（1996年アトランタオリンピック66kg級出場、1999年ユニバーシアード63kg級3位）
- 松崎みずほ（2002年釜山アジア大会78kg級2位）
- 栗原美幸（2000年全日本選手権3位、78kg級）
- 宝寿栄（1998年ドイツ国際48kg級2位）
- 谷本歩実（2004年アテネオリンピック及び2008年北京オリンピック63kg級金メダリスト、2005年世界選手権63kg級2位、2001年世界選手権及び2007年世界選手権63kg級3位）
- アナ・フォン・ハルニアー（2003年世界選手権63kg級3位、ドイツ出身）
- 徳田美由樹（2003年アジア選手権78kg超級3位）
- 宝真由美（2003年ユニバーシアード52kg級優勝）
- 岡明日香（2002年世界ジュニア70kg級優勝）
- 岩田千絵（2010年世界団体3位、57kg級）
- 杉本美香（2012年ロンドンオリンピック78kg超級2位、2010年世界選手権78kg超級及び無差別優勝）
- 谷本育実（2009年グランドスラム・東京63kg級2位、連の属する台湾代表チームのコーチ）
- 宇高菜絵（2014年世界選手権57kg級優勝　主将）
- 渡邉美奈（2009年世界選手権70kg級3位）
- 石川慈（2013年アジア選手権57kg級優勝　副主将）
- 橋本優貴（2013年世界選手権52kg級3位、世界団体(2012年、2013年)優勝）
- 岡村智美（2010年ワールドマスターズ78kg級3位）
- 片桐夏海（2013年講道館杯63kg級優勝）
- 大野陽子（2021年世界選手権70kg級2位、2018年世界選手権70kg級3位、世界団体(2018年、2019年)優勝）
- 佐藤瑠香（2017年世界選手権78kg級5位、グランドスラム・東京(2012年、2016年)、2018年グランドスラム・大阪78kg級優勝）
- 橋本朱未（全日本選手権　2位）
- 常見海琴（2015年世界ジュニア48kg級3位、2013年世界カデ48kg級優勝）
- 結城彩乃（2017年世界カデ63kg級優勝）
- 鶴岡来雪（2020年ヨーロッパオープン・オディヴェーラス57kg級優勝）
- ケリタ・ズパンシック（2016年リオデジャネイロオリンピック70kg級7位、カナダ出身）
- ロンダ・ラウジー（2009年の4日間所属、初代UFC世界女子バンタム級王者、アメリカ出身）
- ケイラ・ハリソン（2009年の6週間あまり所属、2012年ロンドンオリンピック及び2016年リオデジャネイロオリンピック78kg級2連覇、アメリカ出身）

## 所在地
- コマツ永代道場（1993年-2019年）

東京都江東区佐賀1−10−1
- コマツ颯志道場（2019年-）

東京都板橋区志村2-20-10